# Tulkus Trungpa
Los tülkus Trungpa son una línea o linaje de lamas tibetanos reencarnados que tradicionalmente encabezaban el complejo de monasterios de Surmang en Kham. Hasta el momento ha habido doce tulkus Trungpa.

## Linaje de tulkus Trungpa
1. Künga Gyaltsen (siglo XV)
2. Künga Sangpo (nacido en 1464)
3. Künga Öser (siglo XV-XVI)
4. Künga Namgyal (1567–1629)
5. Tenpa Namgyal (1633–1712)
6. Tendzin Chökyi Gyatso (1715–1761)
7. Jampal Chökyi Gyatso (1763–1768)
8. Gyurme Thenphel (nacido en 1771)
9. Tenpa Rabgye (siglo XIX)
10. Chökyi Nyinche (1879–1939)
11. Chögyam Trungpa (Chökyi Gyamtso, 1940–1987) fue uno de los primeros y más influyentes maestros del budismo en occidente.
12. Chökyi Sengay (Sengye/Senge, Choseng Trungpa, nacido en 1989) es el corriente tülku Trungpa.